# Pieter Vanderghinste
Peter of Pieter Vanderghinste of Van der Ghinste of  Van de Ghinste (Kortrijk, 20 november 1789 - aldaar, 22 oktober 1860) was als componist werkzaam in het Verenigd Koninkrijk der Nederlanden en in België.

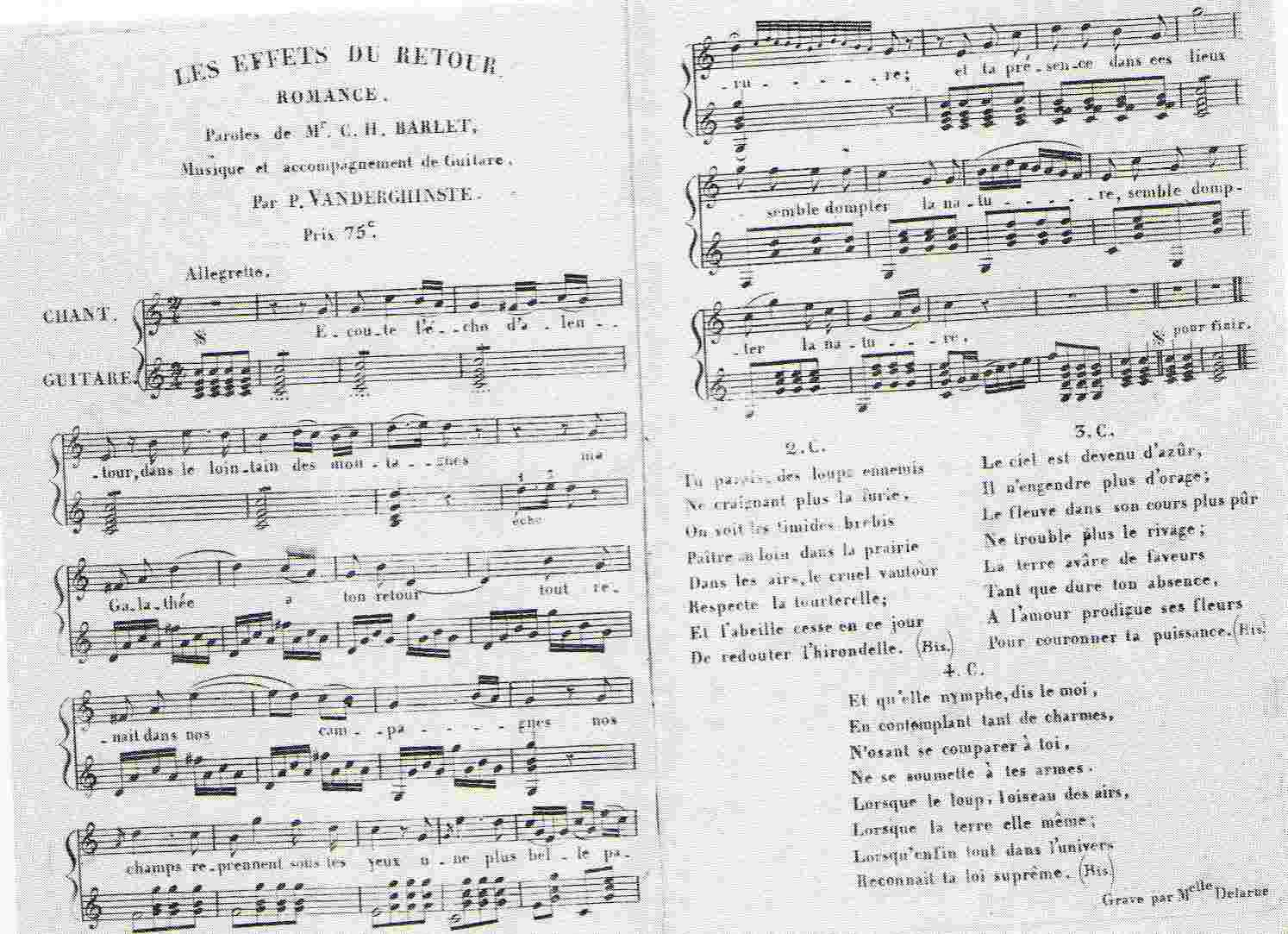
De romance Les effets du retour, tekst van C. Barlet, muziek Pieter Vanderghinste, voor zang en gitaar

Pieter Vanderghinste was zowel componist van geestelijke als wereldlijke werken, onder meer romances en motetten. Hij componeerde een Nederlandstalige opera Het Pruisisch soldatenkwartier op tekst van rederijker J.B. Hofman, die in Kortrijk in 1816 werd gecreëerd, maar waarvan de partituur slechts gedeeltelijk is bewaard gebleven.
Het koor dat Pieter Vanderghinste in 1817 in Kortrijk heeft opgericht in navolging van een rondreizend Duits gezelschap, is de eerste koorvereniging van dit type waar de muziekgeschiedenis voor wat Vlaanderen betreft, weet van heeft.
De vader van de vermaarde Vlaamse componist Peter Benoit speelde werken van Vanderghinste, naast van grote internationale namen, in het Harelbeekse orkest waar hij violist was. Peter Benoit zelf zou in de periode van 1847 tot 1851, toe hij in de leer was bij de Desselgemse pianist-organist Pieter Carlier contacten hebben gehad met Kortrijkse componisten, onder wie Vanderghinste.
Pieters zoon Leopold Vanderghinste ging ook de muziek in als dirigent, componist etc.
- International Standard Name Identifier: 0000 0004 6517 2196
- MusicBrainz: c9adf6f3-0e84-4218-88b6-65511c87dd28
- Virtual International Authority File: 4082152744528127850003